# Good Thunder (Minnesota)
Good Thunder es una ciudad ubicada en el condado de Blue Earth en el estado estadounidense de Minnesota. En el Censo de 2010 tenía una población de 583 habitantes y una densidad poblacional de 354,48 personas por km².

## Geografía
Good Thunder se encuentra ubicada en las coordenadas 44°0′24″N 94°4′13″O / 44.00667, -94.07028. Según la Oficina del Censo de los Estados Unidos, Good Thunder tiene una superficie total de 1.64 km², de la cual 1.64 km² corresponden a tierra firme y (0%) 0 km² es agua.

## Demografía
Según el censo de 2010, había 583 personas residiendo en Good Thunder. La densidad de población era de 354,48 hab./km². De los 583 habitantes, Good Thunder estaba compuesto por el 98.11% blancos, el 1.37% eran afroamericanos, el 0.17% eran amerindios, el 0% eran asiáticos, el 0% eran isleños del Pacífico, el 0% eran de otras razas y el 0.34% pertenecían a dos o más razas. Del total de la población el 1.03% eran hispanos o latinos de cualquier raza.